# اورسم
اورسم (به هلندی: Ursem) یک دهکده تاریخی مسکونی در هلند است که در بخش کوخن‌لاند واقع شده‌است. اورسم ۲۹۳۵ نفر بر اساس اطلاعات سال ۲۰۲۱ جمعیت دارد.
دهکده ی اورسم به دلیل زمین های حاصلخیز کشاورزی دهکده ای خوشنام و معروف در منطقه ی هلند شمالی به حساب می آید. تاریخ این دهکده به بیش از هزار سال قبل بر میگردد، زمانی که بسیاری از مناطق هلند کنونی به دلیل سطح آب دریا وجود خارجی نداشتند. علی رغم ارتفاع اورسم از سطح دریا که بین منفی ۲/۳ تا منفی ۳/۳ متر میباشد، بیش از هزار سال است که منطقه ای قابل سکونت می باشد.
مردم ساکن اورسم عمدتاً از سطح درآمدی متوسط هلند برخوردار هستند. علی رغم روستایی بودن اورسم، بیشتر معابر و راه ها از پهنای زیادی برخوردار است و به دلیل داشتن منازلی با چشم انداز مناسب و دسترسی نسبتاً نزدیک به آمستردام، اورسم در سالهای ۲۰۲۰ به بعد و همزمان با بحران کمبود مسکن، به یکی از نقاط بکر و ارزشمند برای زندگی هلندی ها تبدیل شده و احتمالاً به همین دلیل رشد جمعیت سریعی طی ۲۰۲۰ تا ۲۰۲۲ را تجربه کرده است. بر اساس اطلاعات سازمان مرکزی آمار هلند (CBS) تنها ۱/۲ ٪ از جمعیت ساکن این دهکده را افرادی با ریشه ی غیر اروپایی تشکیل میدهند.
در این دهکده تنها یک پمپ بنزین، یک اسنک بار، دو کلیسا، دو ایستگاه اتوبوس و یک سوپرمارکت با متوسط قیمت بالا وجود دارد و نزدیک ترین مرکز خرید سوپرمارکتی متداول در هلند در فاصله ی ۴/۵ کیلومتری و در دهکده ی Avenhorn میباشد.
در سالهای قبل و با پیگیری اهالی دهکده، شهرداری کوخن‌لاند موافقت کرد که در زمین متعلق به شهرداری در شمال دهکده، حد فاصل خیابان های Reigerlaan و Het Gors با حفظ حریم منازل ویلایی Reigerlaan اقدام به ساخت پارک جنگلی و مرکز دائمی وزرشهای زمستانی بکند. ابتدا مقرر شد این پروژه در مارچ ۲۰۲۳ شروع شود که به دلیل نیاز به تغییرات مهندسی این پروژه با تاخیر یکساله مواجه شده است.
با توجه به قوانین شهرداری کوخن‌لاند، در اورسم برای قطع درخت، چه در حیاط جلویی و چه در حیاط پشتی، نیازی به کسب مجوز از شهرداری نیست.